# بار-بلاغ
بار-بلاغ (به لاتین: Bar-Bulak) یک روستا در قرقیزستان است که در شهرستان تونگ واقع شده‌است. بار-بلاغ ۹۴۸ نفر جمعیت دارد.